# مارك ورقي
المارك الورقي (بالألمانية: Papiermark)، رسميا يعرف فقط بـ مارك، الرمز: ℳ) يتم تطبيقه على العملة الألمانية من 4 أغسطس 1914 عندما تم التخلي عن رابط بين الذهب والمارك الذهبي، وذلك بسبب اندلاع الحرب العالمية الأولى. وعلى وجه الخصوص، يستخدم الاسم للأوراق النقدية الصادرة خلال التضخم المفرط في ألمانيا 1922 وخاصة 1923.

## خلفية تاريخية
منذ عام 1914 وقيمة المارك أخذا في الانخفاض. ارتفع معدل التضخم بعد نهاية الحرب العالمية الأولى ووصل إلى أعلى نقطة له في أكتوبر من عام 1923. وكانت هزيمة ألمانيا في الحرب العالمية الأولى وما تبعه من دفع تعويضات كبيرة قد فرضتها البلدان المنتصرة على ألمانيا وانهيار الاقتصاد الألماني اثر على المارك وجعله يتدهور بشكل سريع ومتواصل كما أثر في قوتها الشرائية وفي ضياع ثقة الناس فيها وبالتالي كان من الطبيعي ان تحصل هناك وبالمقابل زيادات متواصلة في اسعار السلع والخدمات والتي بدورها اجبرت الحكومة على إصدار المزيد من الماركات حتى بلغ مقدار العملة المتداولة في المانيا 60 تريليون مارك في تشرين الثاني عام 1923 وذلك إلى جانب 30 تريليون مارك طرحت كسندات خزينه قابلة للخصم من قبل البنك المركزي الألماني.
أستقرت العملة في نوفمبر 1923 بعد الإعلان عن إنشاء رنتتن مارك، على الرغم من أن رنتتن ماركلم يدخل التداول حتى عام 1924. لكن عندما تم تداوله أستبدل بمعدل 1 تريليون بيببر مارك لكل 1 رنتتن مارك. في وقت لاحق في عام 1924، تم استبدال رنتتن مارك بالرايخ مارك.